# Wasserwerke Zug

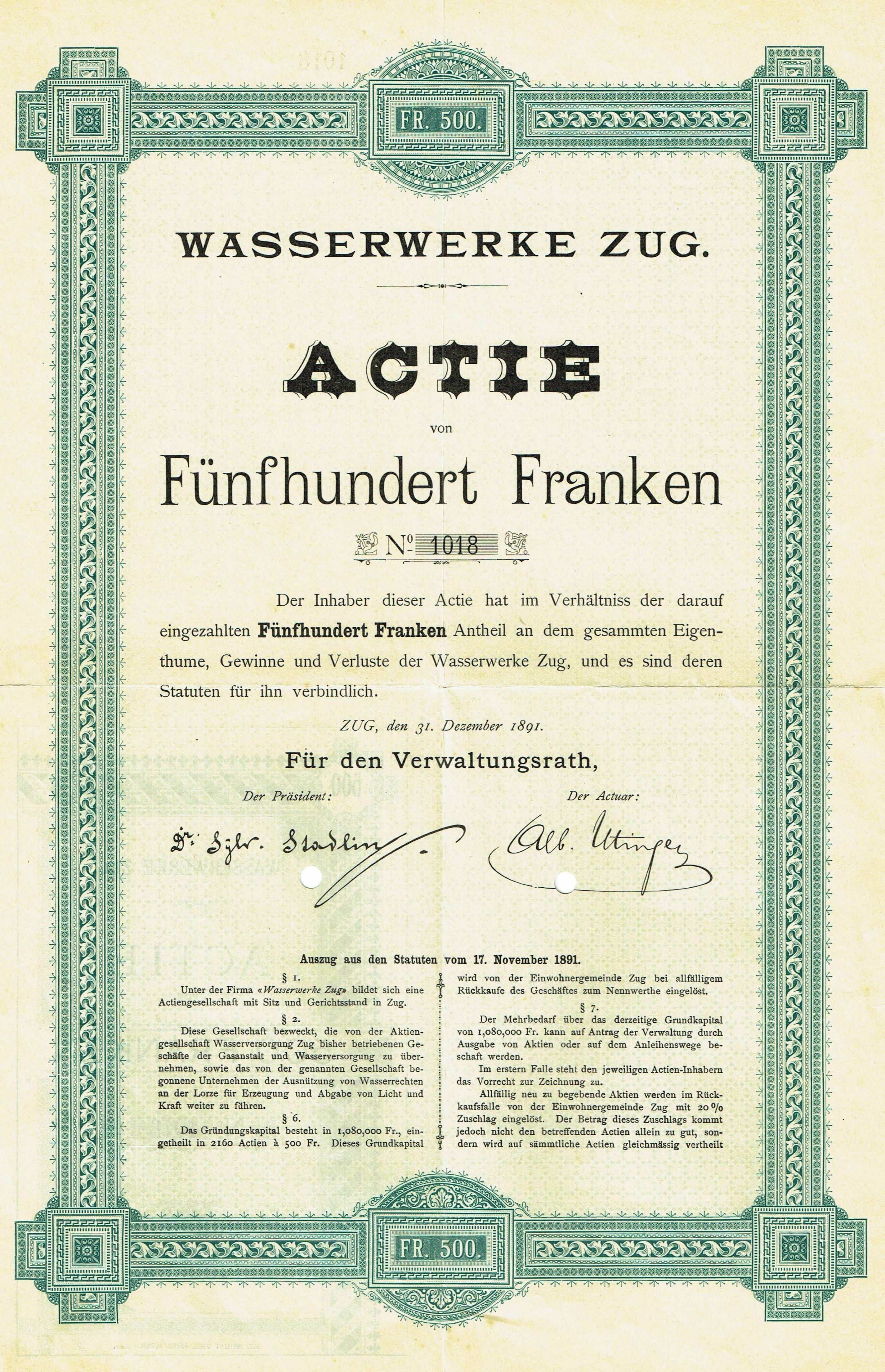
Aktie über 500 Franken der Wasserwerke Zug vom 31. Dezember 1891

Die WWZ AG (vormals Wasserwerke Zug AG) ist ein regionales Energie-, Telekom- und Wasser-Versorgungsunternehmen mit Sitz in Zug. WWZ versorgt die Bevölkerung und Wirtschaft im Kanton Zug und umliegende Regionen (Schwyz, Aargau, Luzern, Zürich).

## Unternehmen
WWZ ist seit ihrer Gründung 1892 eine Aktiengesellschaft. Die Holding WWZ AG ist im Besitz von rund 4'600 privaten Aktionärinnen und Aktionären, knapp 30 Prozent des Aktienkapitals hält die öffentliche Hand. WWZ hat ihren Firmensitz in Zug und beschäftigt 497 Mitarbeitende (WWZ-Gruppe), davon 12 Lernende. Das Unternehmen zählt zu den 100 grössten Arbeitgebern in der Zentralschweiz. 2022 erwirtschaftete WWZ AG einen Umsatz von 270,5 Millionen Schweizer Franken. Das Eigenkapital betrug 913,2 Millionen Franken, was eine Eigenkapitalquote von 78,1 Prozent ergibt.

## Geschichte
Die Aktiengesellschaft wurde 1892 gegründet, die Ursprünge von WWZ aber gehen bis ins Jahr 1878 zurück. Anfänglicher Unternehmenszweck war es, die Bevölkerung und das Gewerbe in Zug zuverlässig mit Wasser und Elektrizität zu beliefern. In den 1970er Jahren begann das Unternehmen mit dem Aufbau des Fernsehnetzes, Basis des heute flächendeckenden Glasfaserkabelnetzes. 1990 schloss WWZ die Region an das europäische Erdgasnetz an. In der jüngsten Firmengeschichte sind die Geschäftsbereiche Elektromobilität sowie Wärme/Kälte dazugekommen.
Ausgewählte Meilensteine:
- 1878 Gründung Wasserversorgung Zug, Beginn der Wasserversorgung in Zug
- 1891 Erstes Kraftwerk im Lorzentobel
- 1892 Gründung Aktiengesellschaft Wasserwerke Zug
- 1893 Elektrische Strassenbeleuchtung in Zug
- 1973 Aufbau Kabel-TV-Netz
- 1990 Anschluss ans Schweizer Erdgasnetz
- 1998 Internet via TV-Kabel
- 2003 Einführung Digital-TV
- 2005 Lancierung Telefonie via Kabelnetz
- 2007 Start HDTV
- 2010 Holzwärmeverbund Menzingen
- 2012 Einführung Telekom-Angebot Quickline und Lancierung Schweizer Wasserkraft als Standard-Stromversorgung
- 2013 Einführung Mobiltelefonie
- 2015 Erneuerung Unterwerk Herti
- 2016 Umfirmierung der Holding Wasserwerke Zug AG in WWZ AG
- 2017 125 Jahre WWZ und Baustart Energieverbund Circulago
- 2018 Start Bandbreitenausbau auf flächendeckend 1 Gbit/s
- 2020 Inbetriebnahme Energieverbund Circulago und smarte Ladelösungen mit E-Mobilität
- 2021 Baustart Wärmeverbund Ennetsee
- 2022 Partnerschaft mit Otto Fischer im Bereich E-Mobilität
- 2023 Übernahme von Databaar

## Tätigkeitsgebiet
Die Tätigkeit der Unternehmensgruppe beinhaltet die Stromversorgung, Telekommunikation, Wasserversorgung, Gas-, Wärme und Kälteversorgung sowie Elektromobilität.

### Strom
Als Stromversorgerin beliefert WWZ über das 2'200 Kilometer lange Stromnetz über 72'000 Kunden in zehn Zuger Gemeinden und in Hochdorf (LU) mit Strom. 2018 wurden im Netzgebiet insgesamt 707 GWh Strom abgegeben. Im teilliberalisierten Schweizer Strommarkt verkaufte WWZ im selben Jahr insgesamt 832 Mio. kWh Strom. Rund 4 Prozent der abgesetzten Elektrizität produziert das Unternehmen in sieben eigenen Wasserkraftwerken an der Lorze und mit 22 Fotovoltaikanlagen in der Region Zug, den Rest kauft das Unternehmen von regionalen Drittproduzenten, bezieht es über Beteiligungen und vom Markt.
Der Strommix der WWZ Energie AG setzte sich im Jahr 2020 aus 21,46 % Kernkraft, 70,2 % Wasserkraft, 1,22 % Sonnenenergie und 7 % gefördertem Strom zusammen.

### Elektromobilität
WWZ betreibt 34 öffentliche und halböffentliche Ladepunkte im Kanton Zug und der Luzerner Gemeinde Hochdorf, seit 2018 auch die erste Schnellladestation in der Region (in Rotkreuz). 2019 wurden an den Ladestationen von WWZ rund 110'000 kWh regionaler Solarstrom getankt. Für das einfache Elektrifizieren von Tiefgaragenparkplätzen lancierte WWZ 2018 ein intelligentes Lastmanagementsystem: ready12 erlaubt die Elektrifizierung und smarte Vernetzung von mehreren Parkplätzen ohne kostspieligen Ausbau des Liegenschaftsanschlusses an das öffentliche Stromnetz – inklusive personalisierte (verursachergerechte) Verrechnung des Ladestroms.

### Telekom
WWZ versorgt über 60 Gemeinden in den Kantonen Zug, Zürich, Aargau, Luzern, Schwyz und Bern mit Telekommunikationsdiensten über ein eigenes Glasfaserkabelnetz sowie über Partnernetze und ist eines der führenden Kabelnetzunternehmen der Schweiz. Die fast 3'200 km langen Netze von WWZ werden laufend ausgebaut und bieten an jedem Anschluss 1 Gbit/s. Das Unternehmen vertreibt die Telekommunikationsprodukte von Quickline. Diese umfassen digitales Kabelfernsehen, interaktives Fernsehen sowie Breitband-Internet, Festnetz- und Mobiltelefonie. 2015 stellte WWZ das analoge Fernsehen ein. Die Grundverschlüsselung beim digitalen Kabelfernsehen wurde Mitte 2012 aufgehoben. Insgesamt beliefert die WWZ-Gruppe über 126'000 Anschlüsse. Sie ist Mitglied des führenden Kabelnetzverbunds Quickline und der Digital Cable Group.

### Gas
WWZ verteilte über ihr 282 Kilometer langes Netz in 16 Gemeinden insgesamt 513 GWh Erdgas (2019). In der Stadt Zug und in Affoltern am Albis betreibt das Unternehmen zudem drei Erdgas-/Biogas-Tankstellen. Standardmässig mischt das Unternehmen dem Erdgas 5 Prozent Biogas bei; dieser Anteil kann von Kunden auch erhöht werden.

### Wärme
Im Wärme- und Kältegeschäft ist WWZ seit den 90er Jahren. 2019 produzierte das Unternehmen 31,1 GWh Wärme und Kälte. WWZ betreibt heute in der Zuger Gemeinde Menzingen einen Holzwärmeverbund, drei Fernwärmenetze in der Zuger Gemeinde Cham und das Fernwärmenetz in der Zuger Altstadt. 2017 kam ein Holzwärmeverbund zur Versorgung des Dorfzentrums der Zuger Gemeinde Steinhausen dazu. Mitte 2017 startete WWZ mit dem Bau des Energieverbunds Circulago. Ziel des Generationenprojekts, das 2020 in Betrieb genommen wurde und dessen Endausbau für 2040 vorgesehen ist, ist die Versorgung der Stadt Zug und Baar-Süd mit erneuerbarer Wärme- und Kälteenergie aus dem Zugersee. 2018 lancierte WWZ den Wärmeverbund Ennetsee. Dieser wird dereinst die gleichnamige Region sowie das geplante Zuger Stadtquartier "Äussere Lorzenallmend" dereinst mit CO2-freier Abwärme von der Kehrichtverbrennungsanlage Renergia versorgen.

### Wasser
WWZ versorgt in den Gemeinden Zug, Cham, Hochdorf und Hünenberg sowie in Teilen von Baar knapp 8'000 Abgabestellen mit Trinkwasser. Darüber hinaus werden auch weitere Gemeinden und Gemeindegebiete regelmässig mit Wasser beliefert. Insgesamt setzte das Unternehmen 2019 über sein 450 Kilometer langes Netz 5,74 Millionen m³ Wasser ab, das sich je etwa zur Hälfte aus Quell- und Grundwasser zusammensetzt. Der Wasserabsatz ist trotz Bevölkerungswachstums stagnierend.
Mit Stand März 2020 wird versucht die Abbauprodukte des Pestizids Chlorothalonil unter den zugelassenen Grenzwert zu bringen. Betroffen sind einige Gemeinden im Luzerner Seetal.